# オニェカチ・オコンクウォ
オニェカチ・ドナトゥス・オコンクウォ（Onyekachi Donatus Okonkwo, 1982年5月13日 - ）は、ナイジェリア・アバ出身の元同国代表サッカー選手。プレミアサッカーリーグのムプマランガ・ブラック・エイシズFCに所属。ポジションはMF。

## 経歴
ナイジェリアのエニンバでキャリアをスタートさせた。2003年及び2004年にCAFチャンピオンズリーグで優勝した。2005年に南アフリカのオーランド・パイレーツFCへ移籍した。2006年にはCAFチャンピオンズリーグに出場したが準決勝で敗退した。
2007年6月26日、1.FCケルンへの移籍が発表されたが、7月2日にFCチューリッヒと4年契約を結び移籍した。

## 代表歴
2006年8月、ナイジェリア代表としてレソト代表戦で代表デビューを果たした。アフリカネイションズカップ2008のメンバーに選ばれた。

## タイトル

### クラブ
エニンバ
- CAFチャンピオンズリーグ 2003, 2004

FCチューリッヒ
- スーパーリーグ 2008-09